# Bandera de Filipinas
La bandera de Filipinas fue adoptada el 12 de junio de 1898. Está compuesta por dos franjas horizontales del mismo tamaño, de color rojo la parte inferior y de azul la superior. En el borde más cercano al mástil figura un triángulo equilátero de color blanco que contiene en su centro un sol dorado o amarillo con dieciséis rayos que rodean a otros ocho de mayor grosor y tres estrellas del mismo color con cinco puntas cada una, situadas cerca de los vértices del triángulo. Las proporciones de la bandera son de: 1:2.
El color rojo de la bandera simboliza la sangre, el valor y el coraje de quienes lucharon por la independencia del país; el azul representa la unidad nacional y los ideales, y el blanco es el color de la pureza y de la paz. El sol representa el nacimiento de una nueva era iniciada con la independencia del país. Los ocho rayos del sol simbolizan a las ocho provincias que iniciaron la revuelta contra el dominio colonial español. Las tres estrellas de cinco puntas representan las tres áreas geográficas más importantes de las Islas Filipinas: Luzón, Bisayas y Mindanao.
Tanto el sol, el color rojo como el triángulo blanco fueron usados originalmente por el Katipunan, la organización revolucionaria que encabezó la revuelta contra el dominio español a finales del siglo XIX.
La bandera fue diseñada en 1897 por el general Emilio Aguinaldo, presidente del gobierno revolucionario, cuando residía en Hong Kong durante su exilio e iniciada ya la revolución filipina en contra del dominio español. La bandera original estaba formada por los mismos elementos que la versión actual, pero el sol aparecía representado con un rostro mitológico y sus rayos eran más numerosos.
Filipinas cuenta con una bandera que se usa en tiempo de guerra, posee los mismos elementos que la bandera nacional pero se diferencia en que el color de su franja superior es el rojo y el de la inferior es el azul.

## Construcción de la bandera
La bandera está dividida horizontalmente en dos colores, azul y rojo, con un triángulo equilátero blanco colocado en el lado del mástil. En el centro del triángulo se encuentra un sol dorado con ocho rayos primarios, cada uno contiene tres rayos individuales y en cada esquina del triángulo aparecen una estrella dorada de cinco puntas. La bandera se muestra con la franja azul arriba y la roja abajo en tiempos de paz mientras, que en tiempos de guerra estas dos franjas se intercambian.
La longitud de la bandera es dos veces su anchura, lo que supone unas proporciones de 1:2. El lado del triángulo equilátero blanco es igual que la anchura de la bandera. Cada estrella está orientada de modo que una de sus puntas apunta al vértice en el cual está encuadrada.

### Colores
Los colores de la bandera están especificados en la ley 8491 en base al cable number según el sistema desarrollado por la Color Association of the United States. Los colores oficiales y su aproximación a otros espacios de colores se listan a continuación:
| Scheme       | Azul           | Rojo           | Blanco      | Amarillo      |
| ------------ | -------------- | -------------- | ----------- | ------------- |
| Cable Number | 80173          | 80108          | 80001       | 80068         |
| Pantone      | 286            | 186            | n/d         | 116           |
| RGB          | 0-56-168       | 206-17-38      | 255-255-255 | 252-209-22    |
| CMYK         | C100-M60-Y0-K5 | C0-M90-Y65-K10 | n/d         | C0-M18-Y85-K0 |

La bandera filipina es la única que indica el estado de guerra. Cuando la franja roja está situada en la parte alta de la bandera (o en la parte izquierda del observador en caso de que esté dispuesta verticalmente, con el triángulo blanco en la parte superior) significa que Filipinas está en guerra.

### Simbolismo

Detalle del sol.

Según el gobierno filipino, el triángulo blanco significa igualdad y fraternidad; la franja azul representa la paz, la verdad y la justicia, y el campo rojo el patriotismo y el valor y la sangre de quienes lucharon. Los ocho rayos de sol primarios representan las ocho primeras provincias (Batangas, Bulacán, Cavite, Laguna, Manila, Nueva Écija, Pampanga, y Tarlac) que buscaron la independencia de España y que fueron colocadas bajo la ley marcial por los españoles durante la Revolución Filipina de 1896. A veces, el sol de ocho rayos representan la Hispanidad de Filipinas y los filipinos. Las tres estrellas representan las tres mayores divisiones geográficas del país: Luzón, Bisayas y Mindanao.
Sin embargo, la explicación dada en la Proclamación de Independencia Filipina de 1898 difiere de la actual explicación oficial. Esta sostenía que el triángulo blanco representaba el emblema de Katipunan, la sociedad secreta que se oponía al control español. También afirmaba que los colores de la bandera representaban los de la bandera de Estados Unidos como muestra de gratitud hacia la protección que les otorgó Estados Unidos frente a España durante la Revolución Filipina. Asimismo mantiene que una de las estrellas representa la isla de Panay, en vez de a todas las islas Visaya.
El diseño original de la bandera adoptó un sol mítico con rostro influenciado por Las Repúblicas del Río de la Plata, Argentina y Uruguay, que a su vez representan Inti el dios-sol inca; un triángulo, que representa el Katipunan que se inspiró en el Ojo de la Providencia en el Gran Sello de los Estados Unidos y el Triángulo Masónico y que consagró la Liberté, Égalité, Fraternité de la Revolución Francesa; las rayas y los colores derivados de la bandera de los Estados Unidos. El tono particular de azul de la bandera original ha sido fuente de controversia. Basado en evidencia anecdótica y las pocas banderas sobrevivientes de la época, los historiadores argumentan que los colores de la bandera original fueron influenciados por las banderas de bandera de Cuba y bandera de Puerto Rico.

## Historia

### Banderas históricas
Ha sido común desde 1962 asociar el desarrollo de la bandera de Filipinas con los estandartes de guerra de los líderes del Katipunan, un movimiento revolucionario pseudo-masónico que se oponía al poder español en Filipinas durante la Revolución filipina. Sin embargo, mientras algunos símbolos comunes de las banderas del Katipunan fueron adoptados en la iconografía de la Revolución, no se sabe de qué manera estos estandartes de guerra se pueden considerar precursores de la actual bandera de Filipinas.

La primera bandera del Katipunan (1892).
Bandera de la facción Magdiwang.
Bandera de la facción Magdalo.
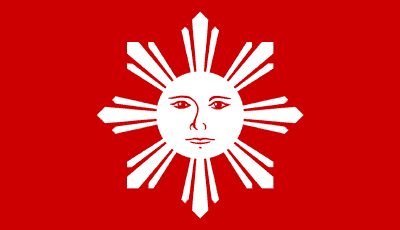
Bandera adoptada por el Katipunan en 1897.

La primera bandera del Katipunan fue una bandera roja rectangular con tres "K" alineadas horizontalmente, que es un acrónimo del nombre completo del Katipunan: Kataastaasang, Kagalanggalangang Katipunan ng mga Anak ng Bayan. El rojo de la bandera simbolizaba la sangre. Los miembros de Katipunan firmaban los documentos de membresía con su propia sangre.
Algunos miembros del Katipunan, como Andrés Bonifacio, Emilio Aguinaldo o Gregorio del Pilar, además, tenían estandartes de guerra individuales. Durante el transcurso de la revolución filipina, se produjo una escisión en la rama de Cavite de la organización, dando lugar a las facciones Magdiwang y Magdalo, las cuales adoptaron banderas propias.
En 1897 durante una asamblea en Naic, el Katipunan adoptó una nueva bandera. Esta nueva insignia era roja y mostraba un sol blanco con una cara. El sol tenía ocho rayos, representando las ocho provincias en las que España había decretado la ley marcial.

### Diseño actual

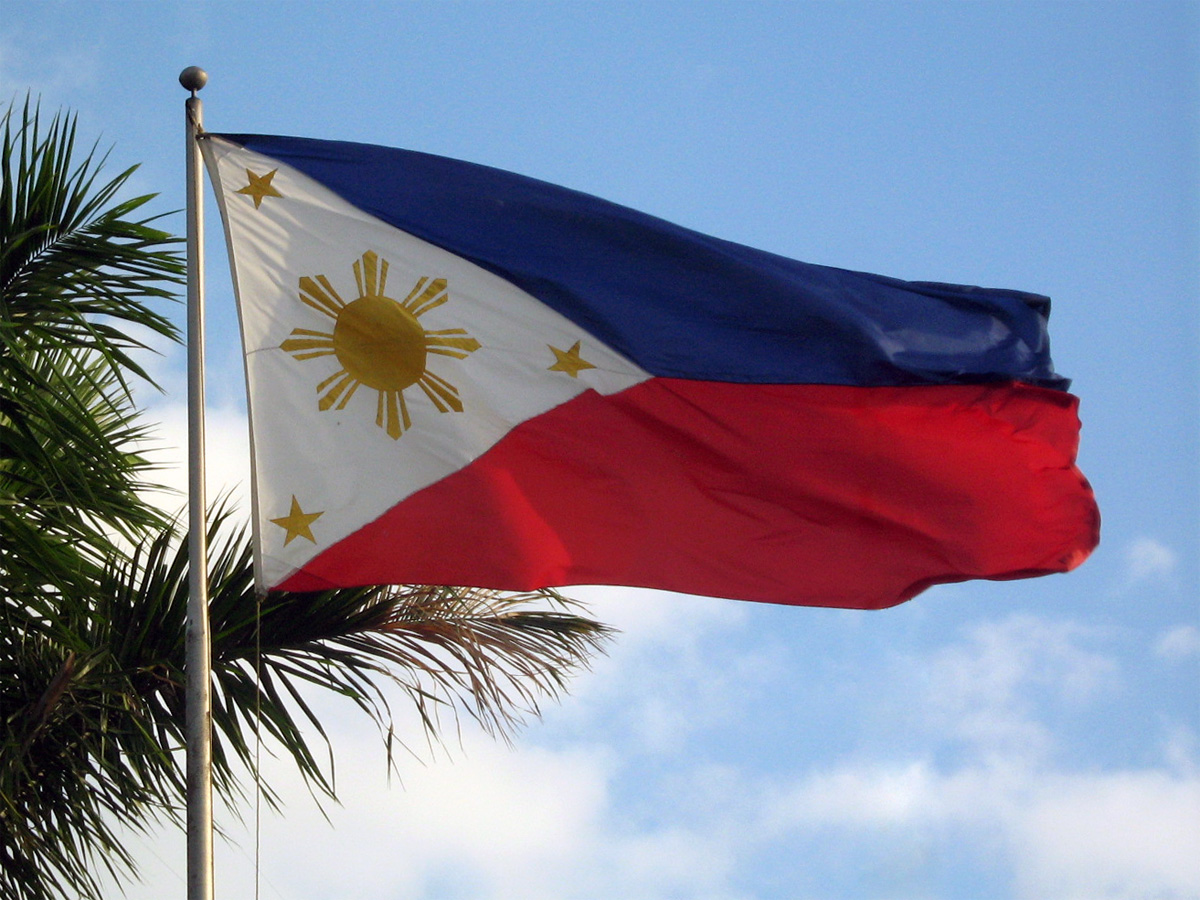
La bandera de Filipinas en el Centro Internacional de Convenciones de Filipinas.

El diseño moderno de la bandera de Filipinas fue desarrollado por Emilio Aguinaldo durante su exilio en  Hong Kong en 1897. La primera bandera fue cosida por Doña Marcela Marino de Agoncillo con la ayuda de su hija Lorenza y de Doña Delfina Herbosa de Natividad (una sobrina del líder reformista José Rizal). La primera vez que se vio fue en la primera batalla de la Revolución, la Batalla de Alapán el 28 de mayo de 1898.
La bandera fue formalmente izada durante la proclamación de la independencia el 12 de junio de 1898 en Cavite. Su simbolismo original fue enumerado en el texto de la proclamación, el cual hacía referencia a un dibujo adjunto, aunque el dibujo original ni ninguna reproducción han sobrevivido hasta nuestros días.
El diseño original de la bandera adoptó un sol mítico con una cara influenciada por  Las Repúblicas del Río de la Plata Argentina, y Uruguay.
La particular tonalidad del azul de la bandera original es causa de controversia. Basados en pruebas anecdóticas y en las pocas banderas que sobreviven de aquella época, algunos historiadores argumentan que los colores de la bandera original eran los mismos que los de la bandera de Cuba.
La bandera de Cuba influenció el diseño de la bandera de Filipinas, al igual que la revolución cubana contra España inspiró, de algún modo, la Revolución Filipina.
Las hostilidades entre Filipinas y Estados Unidos estallaron en 1899. La bandera se izó por primera vez con la franja roja en la parte superior el 4 de febrero de 1899 para mostrar que existía un estado de guerra. Aguinaldo fue capturado por los americanos dos años después y fue obligado a jurar lealtad a Estados Unidos.
Con la derrota de la República Filipina, las Filipinas acabaron bajo el dominio colonial americano y el uso de la bandera filipina fue declarado ilegal por la Ley de Sedición de 1907. Esta ley fue revocada el 30 de octubre de 1919. Con la legalización de la bandera filipina, las telas disponibles en muchas tiendas eran las rojas y azules de la bandera de Estados Unidos,  por lo que a partir de 1919 la bandera adoptó el color azul marino.
El legislativo filipino aprobó el 26 de marzo de 1920 la Ley n.º 2928, la cual adoptaba la bandera filipina como la oficial de las islas. Hasta las vísperas de la Segunda Guerra Mundial, el día de la bandera se celebraba anualmente el 30 de octubre, conmemorando la fecha en la que la prohibición de uso de la bandera fue eliminada.
La Mancomunidad de Filipinas fue inaugurada en 1935. El 25 de marzo de 1936, el presidente Manuel L. Quezon emitió la Orden Ejecutiva N.º 23, la cual detallaba las especificaciones y la descripción técnica de la bandera.  Entre las disposiciones de la orden se encontraba la definición del triángulo en el mástil como un triángulo equilátero, la definición de las proporciones como 1:2, los ángulos de las estrellas, el diseño geométrico y estético del sol, y la eliminación formal de la cara mítica del sol. Estas especificaciones se han conservado inalteradas hasta la fecha. Los tonos exactos de los colores, sin embargo, no fueron definidos con precisión. En 1941, el día de la Bandera fue trasladado oficialmente al 12 de junio, conmemorando la fecha de la independencia filipina proclamada en 1898.
La bandera fue de nuevo prohibida tras la invasión y ocupación de Filipinas que comenzó en diciembre de 1941 por el ejército japonés. La prohibición fue levantada tras el establecimiento de la Segunda República de Filipinas, títere del Japón. En algunas ceremonias celebradas en octubre de 1943, Emilio Aguinaldo izó la bandera con el azul y rojo originales de la bandera cubana. Inicialmente, la bandera fue izada con la banda azul en la parte superior, hasta que el presidente pro-japonés Jose P. Laurel proclamó el estado de guerra contra los Aliados en 1944. El gobierno de la Mancomunidad exiliado en Washington D. C. continuó usando la bandera con los colores americanos y mantuvo la franja roja en la parte superior desde la inicial invasión de los japoneses. Con el retorno de las fuerzas americanas y la liberación de Filipinas en 1944, la bandera con los colores americanos fue restaurada y fue la que estuvo izada en el momento de la concesión de la independencia de Filipinas por parte de Estados Unidos el 4 de julio de 1946.
En 1955 el Instituto Histórico Nacional adoptó unas especificaciones de color, con los colores de la bandera de Estados Unidos. En 1985, el presidente Ferdinand Marcos ordenó restaurar el azul y rojo originales de la bandera cubana. Sin embargo, este hecho fue revocado tras la Revolución de 1986 que derrocó a Marcos del poder.
En 1998, año del primer centenario de la proclamación de la independencia de Filipinas, la bandera y el código heráldico fueron transformados, cambiando el tono de azul por el de azul marino.

### Banderas usadas

Bandera usada durante el periodo en el que Filipinas formaba parte del virreinato de la Nueva España desde 1535 a 1821.
Bandera de España usada durante el periodo de la Capitanía General de Filipinas(1821-1873) y (1875-1898).
Bandera de España usada durante la Primera República Española en el periodo de la Capitanía General de Filipinas (1873-1874)
La bandera de Filipinas según la concibió Emilio Aguinaldo. Fue usada desde 1898 hasta 1901 por la primera República Filipina, izada durante la proclamación de la segunda República Filipina en 1943.
Bandera de Estados Unidos usada desde 1901 a 1908, cuando Filipinas estaba administrada directamente en forma de territorio no integrado.
Bandera usada desde 1919 hasta 1936.
Bandera usada desde 1936 hasta 1985 y desde 1986 hasta 1998.
Bandera usada desde 1943 hasta 1945.
Bandera usada desde 1985 hasta 1986.

## Uso

Cuando la bandera está expuesta en una pared, la franja azul debe estar a la izquierda del observador.

La Ley número 8491 de la República especifica detalladamente las directrices de uso de la bandera filipina.

### Protocolo
La bandera debe ser expuesta en todos los edificios gubernamentales, residencias oficiales, plazas públicas y escuelas, todos los días del año. Del 28 de mayo (Día de la bandera) al 12 de junio (Día de la Independencia) son designados como los días de la bandera, durante los cuales todas las oficinas gubernativas, negocios privados y casas particulares son invitados a exponer la bandera nacional.
Por ley, la bandera filipina debe ondear permanentemente y estar iluminada de noche en los siguientes lugares:
- Palacio de Malacañán
- Congreso de Filipinas
- Corte suprema de Filipinas
- Parque Rizal
- Santuario de Aguinaldo
- Iglesia de Barásoain
- Tumba del Soldado Desconocido
- Mausoleo de los Veteranos de la Revolución
- Todos los puertos de entrada internacionales
- Cualquier otra plaza que sea designada por la Comisión Histórico Nacional.

### Media asta

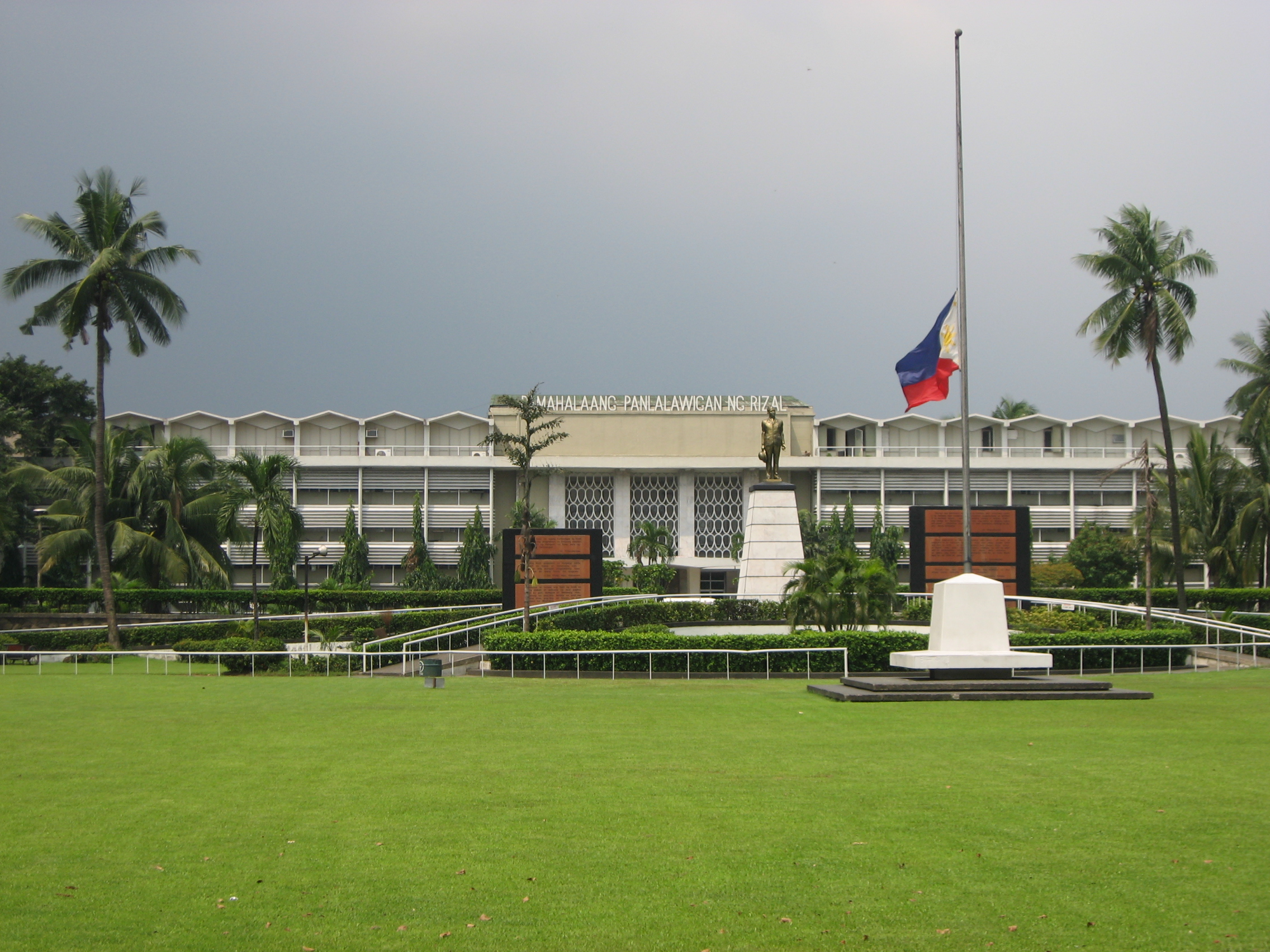
La bandera de Filipinas ondeando a media asta en el Parlamento regional de Rizal.

La bandera debe ondear a media asta como signo de duelo. Tras el anuncio oficial de la muerte de un Presidente o un expresidente, la bandera debe ondear a media asta diez días. La bandera debe ondear siete días por la muerte de un Vicepresidente, el presidente de la Corte Suprema de Justicia, el presidente del Senado o el de la Cámara de Representantes.
Por requerimiento del Instituto Histórico Nacional, la bandera puede ondear a media asta por la muerte de otras personas por un período menor de siete días. La bandera debe ondear a media asta en todos los edificios y lugares donde el fallecido trabajaba, desde el día de la muerte hasta el del entierro de un miembro de la Corte Suprema, del Gabinete presidencial, del Senado, o del Congreso y en cualquier otro lugar determinado por el Instituto Histórico Nacional.
Cuando la bandera es izada a media asta, primeramente debe ser alzada hasta la zona más alta del mástil para posteriormente dejarla en el estado de media asta. Cuando es arriada igualmente debe ser elevada hasta la zona superior del mástil antes de ser recogida.
La bandera puede ser usada para cubrir los ataúdes de militares difuntos, veteranos de guerra, artistas nacionales y otras personas ilustres cuando determine el gobierno local. En esos casos el triángulo blanco debe situarse a la altura de la cabeza del difunto y la banda azul cubriendo la parte derecha del ataúd. La bandera nunca debe ser enterrada ni se permite que toque el suelo, solemnemente debe ser doblada y entregada a los herederos del fallecido.

### Prohibición de su uso
Está prohibido por ley, mutilar o ridiculizar la bandera, así como añadirle marcas de cualquier naturaleza. Igualmente no está permitido usarla como cortina, engalanado, mantel o como cubierta para objetos, tampoco se permite que forme parte de trajes o uniformes.
Algunos usos comerciales de la bandera están igualmente prohibidos, como pueden ser incluirla en marcas registradas o para etiquetas comerciales o distintos diseños. También está prohibido usar la imagen de la bandera como merchandising o en anuncios. Tampoco puede ser colocada como banderín en los coches, bien sea en el capó, en la parte superior o en los lados.

## Juramento
El Juramento de Lealtad a la Bandera debe ser recitado de pie con la palma de la mano derecha abierta levantada por encima del hombro. Aquellas personas cuya fe o religión les prohíbe hacer ese tipo de juramentos están excusados de hacerlo, pero deben, sin embargo, mostrar una actitud de respeto cuando el juramento está siendo recitado y mantenerse de pie con atención.
| tagalo Ako ay Pilipino Buong katapatang nanunumpa Sa watawat ng Pilipinas At sa bansang kanyang sinasagisag Na may dangal, katarungan at kalayaan Na pinakikilos ng sambayanang Maka-Diyos Makakalikasan Maka-tao at Makabansa. | Traducción al español Yo soy filipino Juro mi lealtad A la bandera de Filipinas Y al país que ésta representa Con honor, justicia y libertad Puesta en movimiento por un pueblo, Por Dios, Por la Naturaleza, Por el pueblo, y Por el País. |

La ley no indica en qué idioma debe ser recitado el juramento, pese a que originalmente fue escrito (y por lo tanto recitado) en filipino.

## Banderas similares

Bandera de San Martín
Bandera de Saba
Bandera de la República Checa
Bandera de Liechtenstein
Bandera de Haití
Bandera de Chile

## Banderas gubernamentales

Bandera de las Aduanas Filipinas
Estandarte Presidencial de las Filipinas (1946-1948)
Bandera del Presidente de las Filipinas (1948-1951)
Bandera del Presidente de las Filipinas (1951-1965)
Bandera del Presidente de las Filipinas (1981-1986)
Bandera del Presidente de las Filipinas (1986-2004)
Bandera del Presidente de las Filipinas (2004-presente)
Bandera del Vicepresidente de la República de las Filipinas